# Bánovce nad Ondavou
Bánovce nad Ondavou este o comună slovacă, aflată în districtul Michalovce din regiunea Košice. Localitatea se află la altitudinea de 110 m deasupra n.m., se întinde pe o suprafață de 12,234 km2 și în 2017 număra 729 de locuitori.

## Istoric
Localitatea Bánovce nad Ondavou este atestată documentar din 1326.

## Demografie
| An:                | 1994 | 2004 | 2014   | 2024   |
| ------------------ | ---- | ---- | ------ | ------ |
| Număr de persoane: | 754  | 754  | 726    | 701    |
| Diferență:         |      | +0%  | −3,71% | −3,44% |

| An:                | 2023 | 2024   |
| ------------------ | ---- | ------ |
| Număr de persoane: | 705  | 701    |
| Diferență:         |      | −0,56% |